# Alexander Sergejewitsch Sazepin

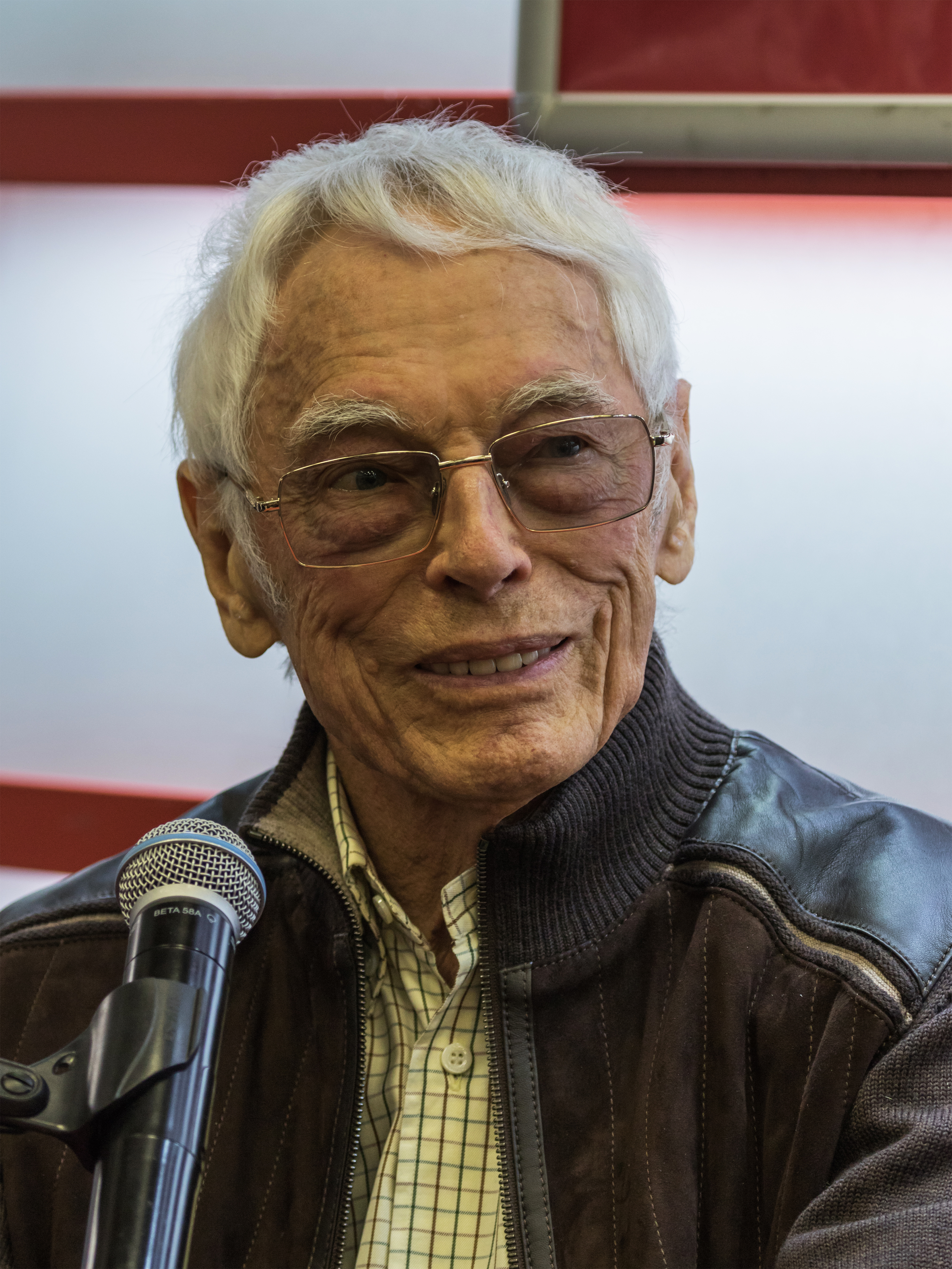
2017

Alexander Sergejewitsch Sazepin (russisch Александр Сергеевич Зацепин; * 10. März 1926 in Nowosibirsk) ist ein russischer Komponist.

## Leben
Sein Vater Sergei Dmitrijewitsch war ein Chirurg und seine Mutter Walentina Boleslawowna eine Russisch-Lehrerin. Erst im Jahr 1945, während seines Dienstes bei der Armee, hat sich Alexander Sazepin selbst das Spielen auf einigen Musikinstrumenten beigebracht. Im Alter von 30 Jahren schloss er eine Ausbildung bei Jewgeni Brussilowski am Alma-Ata-Konservatorium ab. Im Jahr 1958 wurde der erste Film mit von ihm komponierter Musik veröffentlicht. In den 1960er Jahren wurde er in Moskau ein populärer Film-Komponist.

## Werk
Alexander Sazepin komponierte die Musik zu fast allen Komödien von Leonid Gaidai.
Für die internationale Fassung von The Red Tent wurde seine Musik vollständig durch Ennio Morricones Musik ersetzt. Auch bei The Mystery of the Third Planet wurde seine Musik ersetzt.

## Filmografie (Auswahl)
- 1965: Operation „Y“ und andere Abenteuer Schuriks (Operazija „Y“ i drugije prikljutschenija Schurika)
- 1967: Entführung im Kaukasus (Kavkazskaya plennitsa, ili Novye priklyucheniya Shurika)
- 1968: Der Brillantenarm (Brilliantowaja ruka)
- 1971: Die 12 Stühle (12 Stuljew)
- 1973: Iwan Wassiljewitsch wechselt den Beruf (Iwan Wassiljewitsch menjajet professiu)
- 1973: Der Kommandant des U-Bootes "Glücklicher Hecht" (Komandir schastlivoy 'Shchuki')
- 1975: Der Centerspieler (Ne mozhet byt!)
- 1977: Inkognito aus Petersburg (Inkognito is Peterburga)
- 1980: Phaeton an Erde (Petlya Oriona)
- 1981: Das Geheimnis des Dritten Planeten (Tajna tretyey planety)
- 1981: Seele (Duscha)
- 1982: Glückstreffer (Sportloto-82)